# Rika (Soest)
Landhuis Rika is een gemeentelijk monument aan de Middelwijkstraat 46 in Soest in de provincie Utrecht. Het gebouw was tot 1949 in bedrijf.
Het huis werd gebouwd door de Soester J. Mets in opdracht van D.A. de Bruijn. Rechts van het huis staat een met riet gedekte garage. In het overstekende rieten dak zit aan de straatzijde een halfrond dakvenster. Aan de linkerzijde van de asymmetrische voorgevel is een serre aangebouwd. De erker aan de achterzijde werd in 1997 aangebouwd. De ingang van het huis bevindt zich aan de rechterzijde van de voorgevel.